# ويليام هولمز كروسبي جونيور
ويليام هولمز كروسبي جونيور (بالإنجليزية: William Holmes Crosby Jr.) هو مترجم أمريكي، ولد في 1 ديسمبر 1914، وتوفي في 15 يناير 2005.